# Maurycy Kabat
Maurycy Kabat (5. září 1814 Sambir – 8. prosince 1890 Lvov) byl rakouský právník a politik polské národnosti z Haliče, v 2. polovině 19. století poslanec Říšské rady.

## Biografie
Studoval práva na Lvovské univerzitě, kde roku 1838 získal doktorát. Působil pak jako pedagog na Lvovské univerzitě, byl docentem na katedře dějin polského práva. Od roku 1841 měl advokátní kancelář. V roce 1870 se stal profesorem pro občanský soudní řád. V období let 1875–1876 zastával funkci děkana právnické fakulty. Zasazoval se o posílení polského charakteru Lvovské univerzity. Od roku 1888 působil jako prezident lvovské advokátní komory.
V letech 1865–1876 zasedal jako poslanec Haličského zemského sněmu. Byl i poslancem Říšské rady (celostátního parlamentu). Usedl sem v prvních přímých volbách roku 1873 za kurii velkostatkářskou v Haliči. V roce 1873 se uvádí jako rytíř Moriz von Kabat, advokát a c. k. univerzitní profesor, bytem Lvov. Patřil do parlamentní frakce Polský klub.
Zemřel v prosinci 1890.